# Ан-Насір аль-Хасан
Ан-Насір аль-Хасан (араб. الحسن بن عز الدين; 1457 — 24 червня 1523) — імам Зейдитської держави у Ємені, який мав обмежену владу у північному єменському нагір'ї у 1495—1523 роках.

## Життєпис
Був сином імама аль-Хаді Ізз-ад-Діна. Після смерті останнього 1495 оголосив свої претензії на імамат. Зейдитська традиція характеризує його позитивно, як правителя, що піклувався про знедолених. Тим не менше, ан-Насір аль-Хасан міг керувати тільки на обмеженій території у північній частині єменського високогір'я. Упродовж багатьох років боровся зі своїм суперником імамом Мухаммедом аль-Мансуром, який помер 1505 року. Надалі ан-Насіра аль-Хасана затьмарив потужний імам Ях'я аль-Мутаваккіль Шараф-ад-Дін, який правив у 1506—1555 роках. Ан-Насір аль-Хасан помер 1523 року та був похований у Фаладі.